# EX-389
La carretera EX-389 es de titularidad de la Junta de Extremadura. Su categoría es local. Su denominación oficial es EX-389, de EX-203 a A-5 por Serrejón.